# Gustafsborgs säteri
Gustafsborgs säteri är en herrgård och tidigare säteri i Perstorps kommun. Det är ett av de större godsen i Skåne med 8 713 ha mark och en stor skogsägare med 4 647 ha produktiv skogsmark. Utöver det förvaltar företaget också andra ägares skog och totalt förvaltar de 11 100 ha. De årliga avverkningarna uppgår till cirka 145 000 m3sk. Godset ägs än idag av ättlingar till Wilhelm Wendt.
Den 8 november 1762 skrevs fastighetsnamnet Gustafsborg in i jordeboken uti Norra Åsbo härad och Perstorps socken för första gången.
Ett särskilt säteri skulle byggas på fastigheten och ”Herr Grefwen och Generalen åtniuta samma förmoner fri och rättighter af desse Säterier, som under frälse säterier här i Skåne, enligt previlegier, Kongl. Resolutioner och förordningar”.
Carl Wendt köpte 1867 Gustafsborgs Säteri av Malcolm och Hugo Hamilton. 
Gustafsborgs Säteri AB bildades 1936 och 1945 förvärvades Gustafsborgs Säteri av sterbhuset efter Wilhelm Wendt (son till Carl Wendt).
Under perioden 1961 till 1983 förvärvades ett flertal fastigheter, under 1990-talet avyttrades ett antal fastigheter.